# Централнотихоокеански театър
Тихоокеанският театър е един от четирите военни театъра по време на Тихоокеанската война между 1942 и 1945. Той придобива наименованието си от голямото съюзническо командване, наречено Тихоокеански зони и обхваща почти всички части на Тихия океан заедно с островите. Изключение правят Филипините, Нидерландска Индия (днешна Индонезия), Нова Гвинея (които спадат към югозападната тихоокеанска зона) и западната част на Соломоновите острови, както и Китай и Югоизточна Азия.
Основните сражения в тихоокеанския военен театър се осъществяват между силите на Японската империя и САЩ. Въвлечени са сухопътни, морски и въздушни части от Нова Зеландия също. Обединеното кралство, Австралия, Канада, Фиджи и други страни допринасят с военни единици и боеприпаси.

## Лидери
Японският обединен флот е под главното командване на адмирал Исороку Ямамото, който е убит през 1943 при атака на американски изтребители и е наследен на поста от адмиралите Минейчи Кога (1943 – 44) и Соему Тойода (1944 – 45).
Адмирал Честър Нимиц командва по-голяма част от съюзническите морски сили в Тихия океан в периода 1941 – 45. Командването на съюзническите тихоокеански зони (POA) е формирано през март 1942. POA е разделено на север, център и юг със съответните командири. Нимиц поема директния контрол на Централната тихоокеанска зона (CENPAC).

## По-големи битки и кампании
- Пърл Харбър 1941
- Битка при Мидуей 1942
- Кампания при Соломоновите острови 1942 – 45
  - Кампания Гуадалканал 1942 – 43
- Алеутска операция 1942 – 43
- Гилбъртско-Маршалска операция 1943 – 44
  - Битка при Тарава 1943
- Марианско-Палауска операция 1944
  - Битка при Сайпан 1944
  - Филипинска операция 1944
- Битка за островите Рюкю 1945
  - Битка за Окинава 1945
  - Битка за Иво Джима 1945